# Paul van Ostaijen
Leopold Andreas (Paul) van Ostaijen (Antwerpen, 22. veljače 1896. – Miavoye-Anthée, Belgija 18. ožujka 1928.) je bio flamanski pjesnik i prozni pisac.

## Životopis
Van Ostaijen je rođen od oca Nizozemca i majke Flamanke. U srednjoj školi je smatran problematičnim slučajem. U srpnju 1913. godine biva izbačen iz škole. Nekoliko mjeseci kasnije počeo je raditi kao službenik u gradskoj vijećnici u Antwerpenu. Po izbivanju Prvog svjetskog rata Van Ostaijen sa svojom obitelji bježi u Nizozemsku, ali čim je Antwerpen pao u ruke Nijemcima vratio se natrag svom poslu službenika u gradskoj vijećnici. Lagano je počeo izviđati antwerpski noćni život i vrlo brzo postao je poznat. Dobio je nadimak Meneer 1830 (Gospodin 1830.), jer je obučen kao dendi paradirao po ulicima Meir (jedna od glavnih antwerpskih ulica s mnogo dućana) i Keyserlei.
Nakon rata bježi u Berlin gdje dolazi u kontakt s dadaistima i ekspresionistima. Tada počinje više pisati prozu. Njegov filmski scenarij "De bankroet jazz" (Bankrotirani jazz) je "vjerojatno prvi filmski scenarij na nizozemskom jeziku i ujedno prvi potpuni dadaistički filmski scenarij na svijetu." Napisan je oko 1921. ali je tek 1996. po prvi put izdan. Godine 2008. redatelj Leo van Maaren ga je preradio u kratki igrani film.
Nakon što se 1921. vratio iz progonstva u Belgiju i u Bruxellesu otvorio umjetničku galeriju, obolio je od tuberkuloze. Preminuo je 18. ožujka 1928. godine u sanatoriju Miavoye-Anthée u belgijskim Ardenima. Tu je i sahranjen ali kasnije biva premješten na antwerpsko groblje Schoonselhof. Napokon, 8. studenog 1972. dobiva konačan počinak u počasnom parku. Njegova "čista lirika" je postumno izdana pod nazivom "Nagelaten gedichten" (Pjesme iz ostavštine).

## Zanimljivosti
- Godina 1996. bila je Van Ostaijenjaar (Van Ostaijenova godina) na stotu obljetnicu njegova rođenja.
- Godine 2005. našao se na 50. mjestu u flamanskoj verziji najvećeg Belgijanca (De Grootste Belg).